# La rivoluzione (film)
La rivoluzione è un film del 2019 diretto da Joseph Troia, presentato e prodotto da Stefano Incerti.

## Trama
Ludovica, Tommaso e Raffaele sono tre studenti universitari che, insoddisfatti del vuoto di valori del mondo contemporaneo, vivono nel mito degli intellettuali del '68 e dei militanti degli anni di piombo. 
Si rinchiudono in un appartamento che usano come covo e che gli serve, in quanto ambiente protetto, a realizzare i loro desideri di evasione: bandiscono la tecnologia e le espressioni del linguaggio contemporaneo, organizzano programmi di studio autonomi in contrasto con l'università, vivono senza orari né obblighi e si organizzano per scrivere un romanzo. Vivono in armonia, esplorano senza timore le pulsioni erotiche e le emozioni reciproche: il loro è un rapporto di amore e amicizia. 
Dopo aver appreso di uno stupro ai danni di una quindicenne di sinistra da parte di un gruppo fascista, pianificano di compiere un attacco vendicativo in nome degli ideali in cui credono. 
Nell'aggressione, però, si verifica un drammatico imprevisto che li porta a confrontarsi duramente con i propri ideali, la propria idea di giustizia e le contraddizioni del loro rapporto.

## Produzione
Le riprese si sono svolte nell'estate del 2018 a Napoli. Si tratta del primo lungometraggio interamente prodotto da una scuola di cinema italiana.

## Distribuzione
Il film è stato parte dell'European Film Market durante la Berlinale a febbraio del 2019, per poi avere la sua Market Premiere durante il Marché du Film del 72ºFestival di Cannes a maggio dello stesso anno. 
Ha poi avuto la sua anteprima mondiale in concorso al Galway Film Fleadh a luglio 2019, ed ha gareggiato al Festival du Film Italien de Villerupt e al Salerno International Film Festival (2019). Nel 2020 è stato distribuito in Giappone dalla New Select di Tokyo.

## Accoglienza
Su Imdb il film riceve una valutazione di 6,1 su 10. 
In seguito alla prima mondiale in Irlanda, Davide Abbatescianni su Cineuropa ha definito il film "un debutto promettente", che si poggia principalmente su "un'ottima recitazione, una regia curata nei minimi dettagli e dei dialoghi ricchi di tensione e mai scontati [...] risultando in una storia coraggiosa e sempre coinvolgente, cosa rara nel cinema italiano emergente di questi tempi". 

## Riconoscimenti
- 2019 - Galway Film Fleadh (Feature Film Award)
  - Candidatura Best International Feature
  - Candidatura Best First Feature
- 2019 - Festival du Film Italien de Villerupt (Jury Prize)
  - Candidatura Amilcar
- 2019 - Salerno International Film Festival (Grand Prix)
  - Candidatura Best Feature Film